# Wilmer Cabrera
Pour les articles homonymes, voir Cabrera.
Wilmer Cabrera est un footballeur international colombien devenu entraineur, né le 15 septembre 1967 à Carthagène des Indes.
Ancien international colombien, ce défenseur droit ou milieu a inscrit trois buts lors de ses quarante-huit sélections avec l'équipe de Colombie entre 1989 et 1998. Il participe à la Coupe du monde de football en 1990 et 1998 et à la Copa América en 1989, 1991, 1995 et 1997 avec la Colombie.

## Biographie

### Carrière de joueur
Il évolue à l'Independiente Santa Fe, à l'América Cali, au CA Independiente, à Millonarios, au Deportes Tolima, à Boyacá Chicó, au CS Herediano et au Long Island Rough Riders ainsi qu'en équipe de Colombie.

### Carrière d'entraineur
Arrivé en 2016 au Dynamo de Houston, Cabrera est limogé en cours de saison le 28 octobre 2019. Une semaine plus tard, il rejoint l'Impact de Montréal qui vient de remercier Rémi Garde. Il remporte le championnat canadien 2019 en battant le Toronto FC en finale mais ces résultats en MLS avec le onze montréalais déçoivent et il n'est pas conservé à l'issue de la saison.

## Palmarès

### En équipe nationale
- 48 sélections et 3 buts avec l'équipe de Colombie entre 1989 et 1998.
- Troisième de la Copa América 1995.

### Avec l'Independiente Santa Fe
- Vainqueur du Coupe de Colombie de football en 1989.

### Avec l'America Cali
- Vainqueur du Championnat de Colombie de football en 1990,  1992 et 1997.

### Entraîneur
Impact de Montréal
- Vainqueur du Championnat canadien de soccer en 2019